# Сорико
Со̀рико (на италиански: Sorico; на ломбардски: Soeurich, Сьорик) е село и община в Северна Италия, провинция Комо, регион Ломбардия. Разположено е на 201 m надморска височина. Населението на общината е 1267 души (към 2017 г.).